# St. Johannis (Hamburg-Neuengamme)

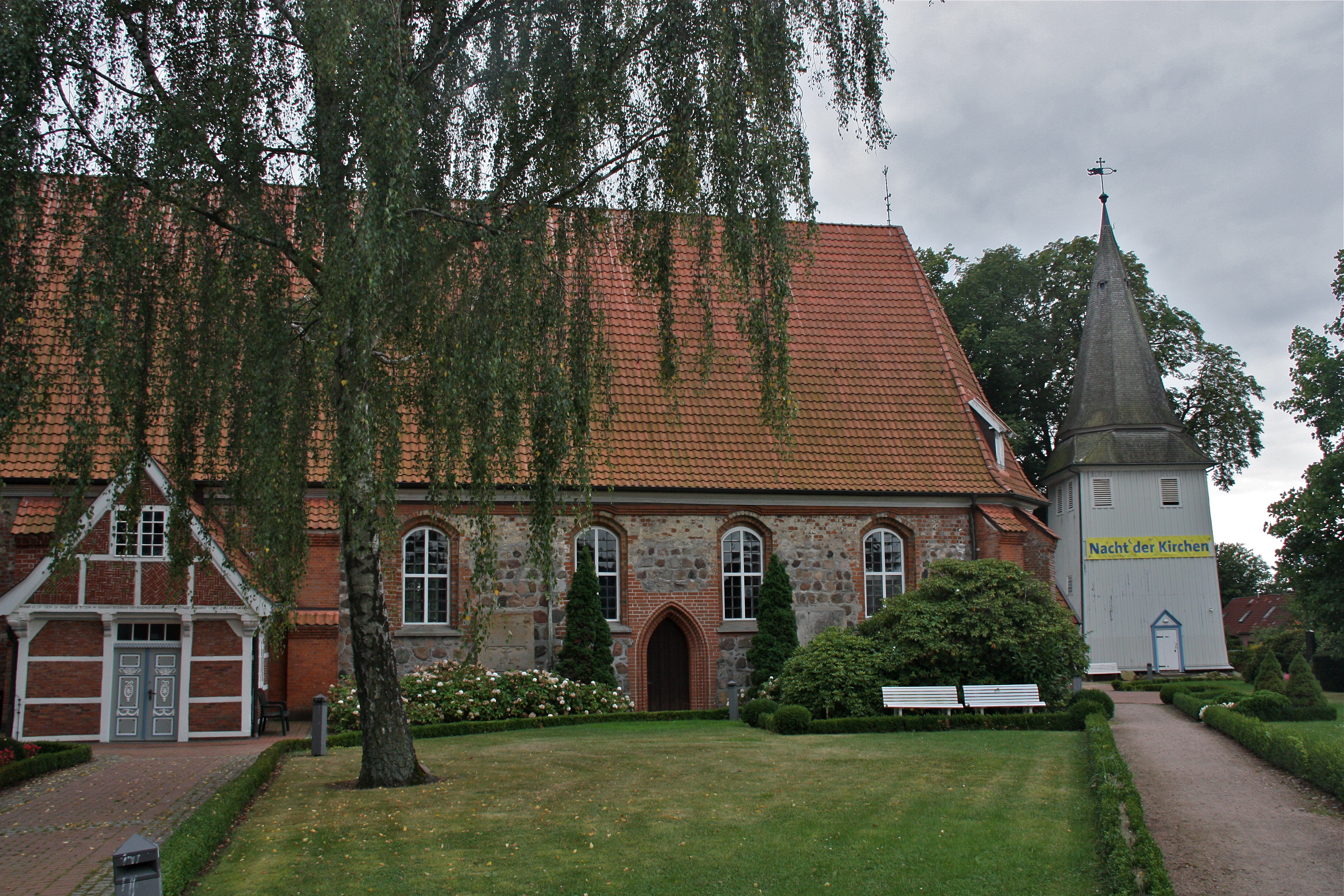
Blick vom Kirchhof, links der Haupteingang

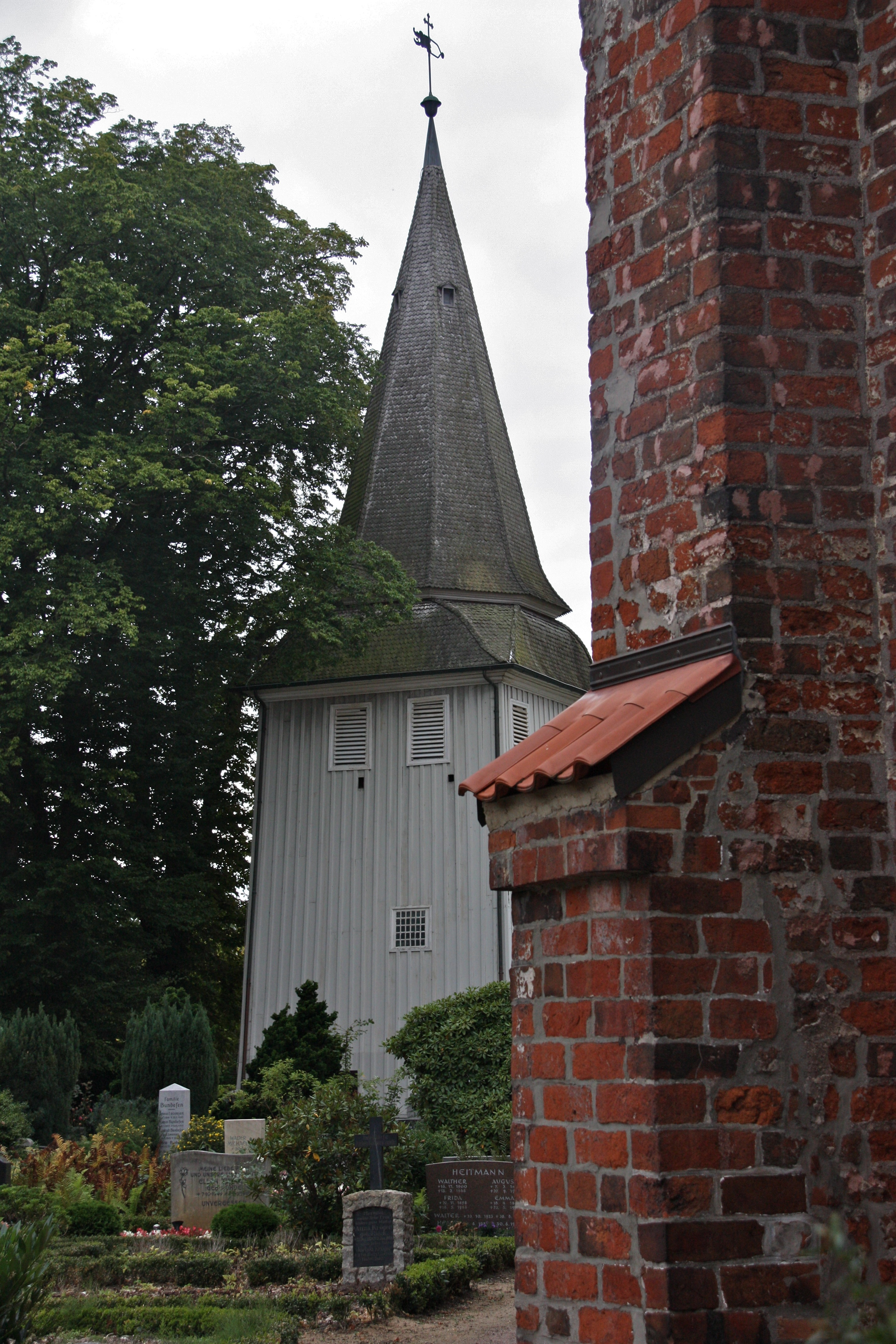
Turm, Friedhof und Teile des Kirchenschiffs

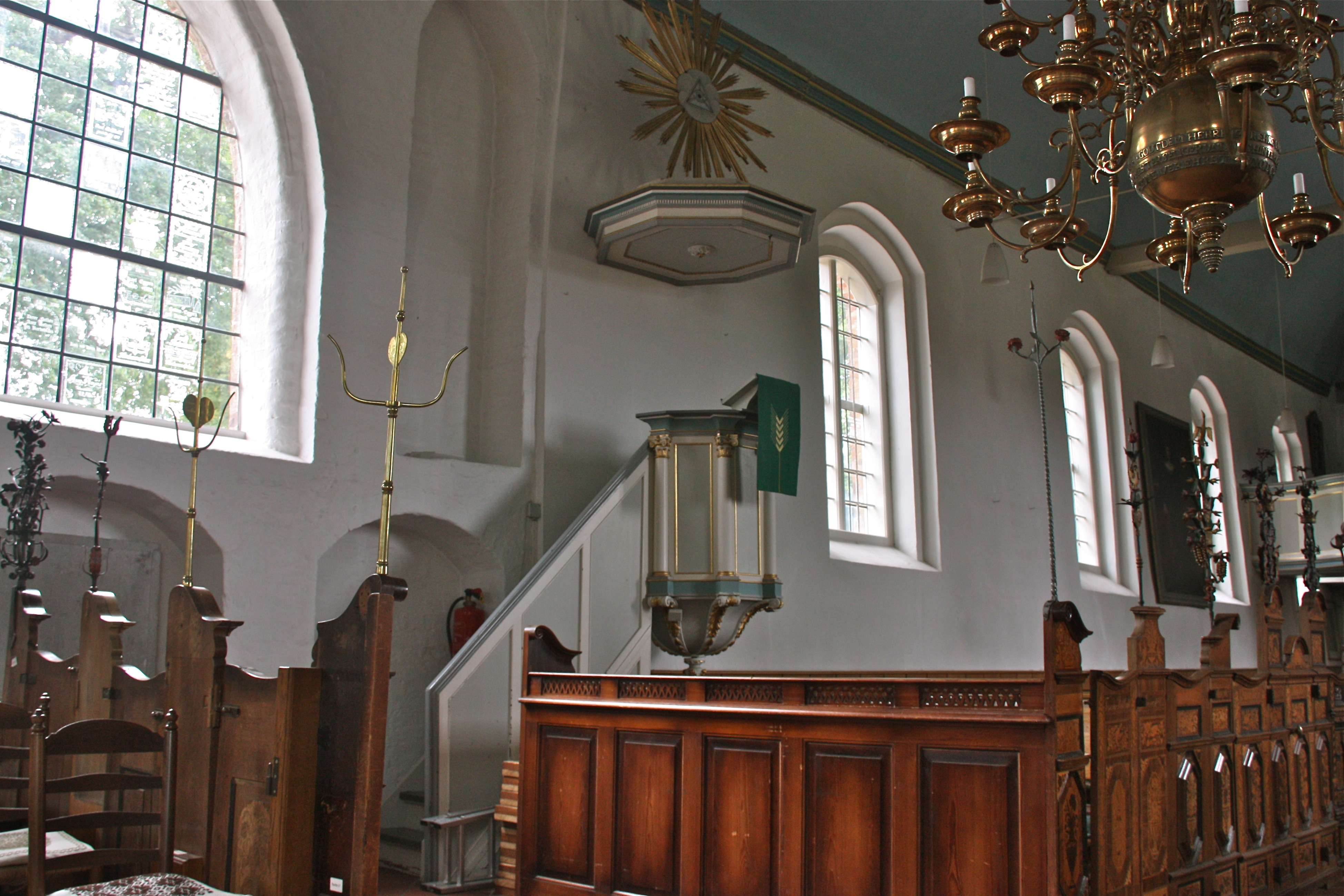
Innenraum, Südwand mit Kanzel von 1803

Die evangelisch-lutherische Kirche St. Johannis im Hamburger Stadtteil Neuengamme liegt am Neuengammer Hausdeich südlich der Dove Elbe und gehört zu den ältesten noch erhaltenen Kirchengebäuden auf Hamburger Stadtgebiet.

## Bau der Kirche
Die Kirchengemeinde wurde bereits 1261 urkundlich erwähnt. Die Kirche wurde im Laufe der Zeit mehrfach umgebaut und erweitert, so dass sie sich heute als Ergebnis verschiedener Bauperioden darstellt. Der Hauptraum ist eine aus Backstein und Feldstein bestehende Saalkirche mit hölzerner Tonnendecke. Er wird durch einen frei stehenden hölzernen Glockenturm ergänzt.
In den Längswänden des Bauwerks befinden sich noch Teile des Feldsteinmauerwerks aus dem 13. Jahrhundert und ein ähnlich altes Ziegelportal in der Nordwand. Der aus Backstein errichtete gotische Chor stammt wahrscheinlich aus dem folgenden Jahrhundert. Genauere Angaben zum Bau sind für die Zeit vor dem 17. Jahrhundert nicht überliefert.
Die Entstehung des kleinen Fachwerkanbaus an der Stirnseite – das für die Gegend typische so genannte „Brauthaus“ – lässt sich bis 1619 zurückverfolgen. Durch dieses Brauthaus, diesen Nebeneingang betritt bei Hochzeiten die Braut die Kirche und kann so den gesamten Mittelgang entlang schreiten. Der Haupteingang der Kirche, das so genannte „Paradies“, befindet sich dagegen an der Längsseite, direkt vor dem Altarraum. Die hölzerne, 26,2 m hohe Turmkonstruktion, die 1630 errichtet und 1750 ihre heutige Form erhielt, steht um einige Meter versetzt vom Kirchenschiff und hat keinerlei baulichen Kontakt zu ihm. Auch dies ist eine für die Vierlande und andere Marschgebiete verbreitete Bauweise.
Zwischen 1801 und 1803 wurde im Gebäude ein Holzgewölbe eingezogen, die Kirche nach Westen erweitert und der Innenraum im klassizistischen Stil umgebaut. Dem Zeitgeschmack entsprechend erhielt die Kirche umlaufende Emporen. Aufgrund von Holzwurm-Befall wurde im 20. Jahrhundert eine Renovierung des gesamten Innenraums immer dringender. Daher gestalteten die Architekten Friedhelm Grundmann und Horst Sandtmann den Innenraum zwischen 1956 und 1961 vollständig neu. Um den angenommenen ursprünglichen Raumeindruck wiederzugewinnen, entfernten sie die klassizistischen Emporen und den alten Altar, öffneten vermauerte gotische Nischen und setzten neue hellere Fenster ein. Der im Zuge dieser Umgestaltung errichtete neue Altartisch stammt von Klaus-Jürgen Luckey. Das Hauptbild des alten Altars, eine Kreuzigungsszene, hängt heute zwischen zwei Fenstern an der Nordwand.

## Ausstattung

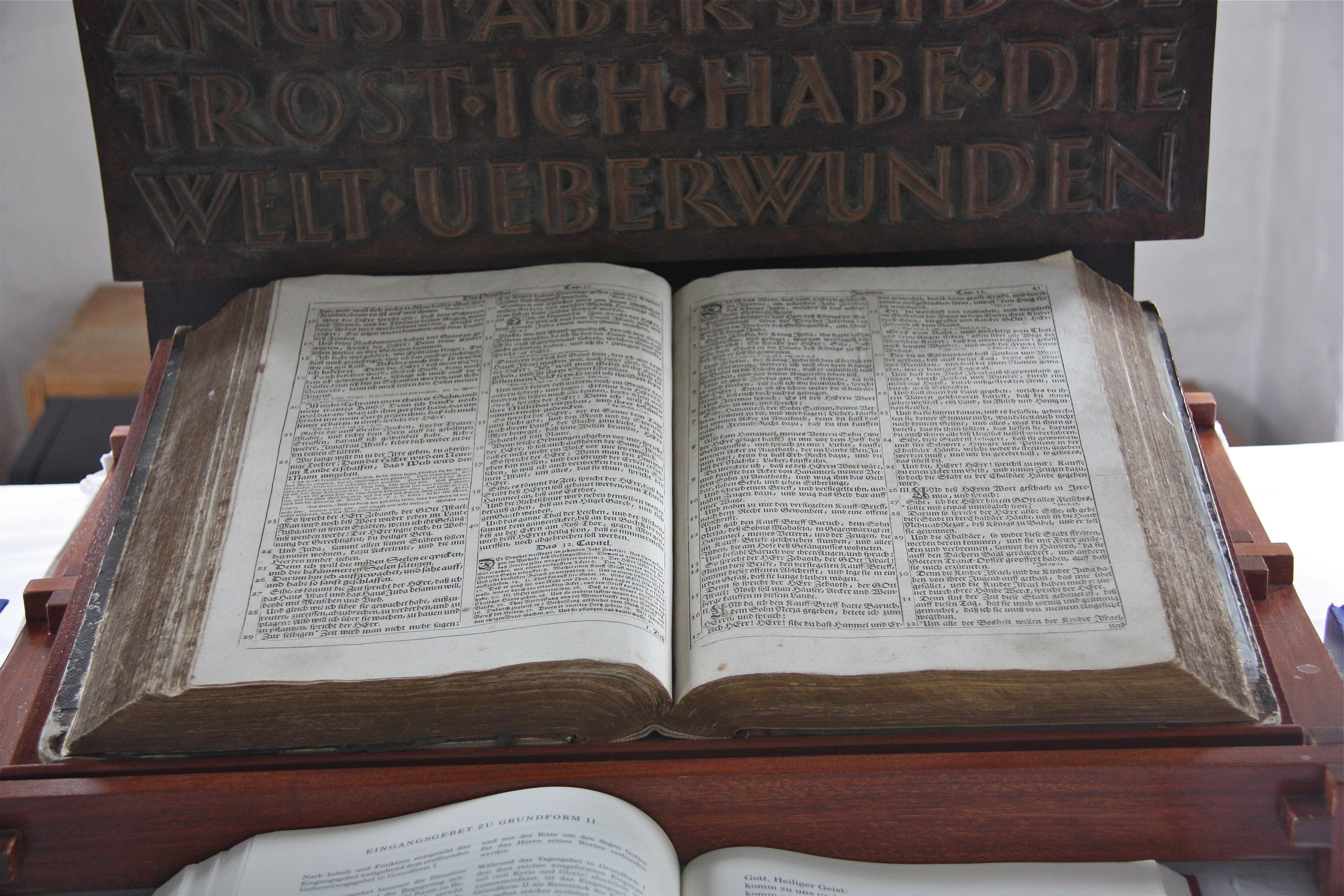
Altarbibel von 1750

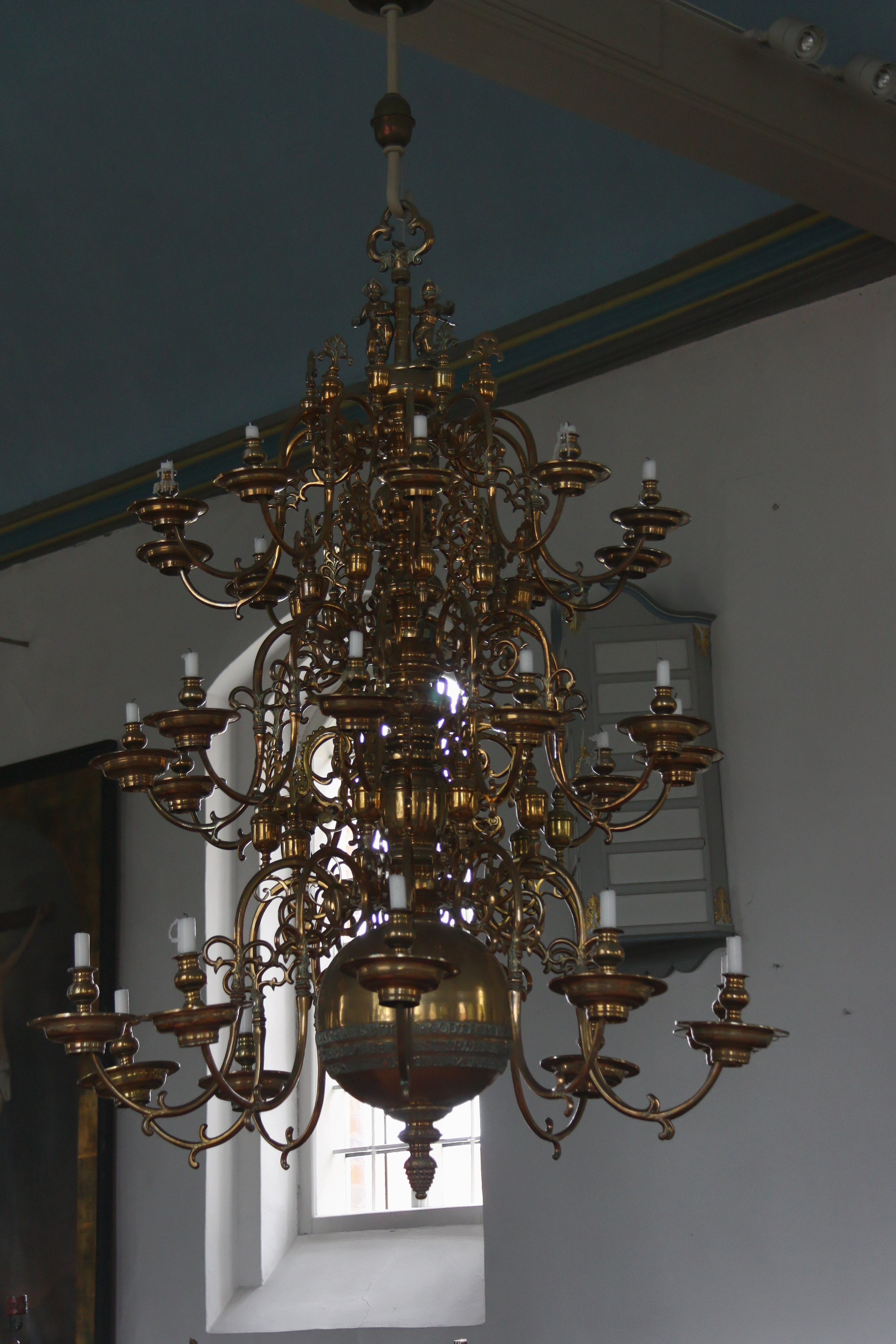
Großer Kronleuchter

Trotz aller Renovierungen und Umgestaltungen haben sich Gestühlwangen aus dem 17. bis 19. Jahrhundert, die älteste von 1600, und 46 reich geschmückte Hutständer im Bereich der Männersitzbänke erhalten. Auffällig ist der große Kronleuchter kurz vor dem Chor mit seinen beeindruckenden Abmessungen von 1,83 m Höhe und 1,43 m Durchmesser aus dem Jahre 1644. Ein deutlich kleinerer Kronleuchter aus dem Jahr 1596 hängt unmittelbar vor der Orgelempore.
Der Altar ist mit Altarleuchtern versehen, die aus dem 16. Jahrhundert stammen. Die große Altarbibel ist eine deutlich jüngere lüneburgische Arbeit von 1750, der heutige Altaraufsatz ein modernes Werk aus Bronze von Klaus-Jürgen Luckey.
Auch in dieser Kirche hat gemäß Vierländer Tradition die Gemeinde die Sitzkissen (sogenannte Schrödenkissen) für die Kirchenbänke selbst hergestellt. Die ältesten Stücke aus dem 18. Jahrhundert sind aus alten Trachtenstoffen zusammengenäht und werden heute in einer Vitrine im Chorraum präsentiert. Die ältesten Muster der im Gestühl verwendeten Kissen stammen aus dem 19. Jahrhundert, die neuesten aus dem 21. Jahrhundert.
An auffälliger Stelle der Südwand gibt es ein großes Fenster, dessen kleinere Scheiben mit Symbolen, Namen und Jahreszahlen ihrer Stifter versehen sind. Auch hier umfasst die Entstehungszeit mehrere Jahrhunderte und reicht bis in die heutige Zeit.
Im Inneren des Brauthauses finden sich heute zwei Flutgedenktafeln, die an die beiden verheerenden Überflutungen vom 30. Januar 1741 und 8. Juli 1771 erinnern.

## Glocken
Im Turm hängen drei Glocken. Die älteste stammt aus dem Jahr 1461 und trägt laut Inschrift den Namen „Maria“, die mit 127 cm Durchmesser größte Glocke wurde laut Inschrift 1487 von Geert van Wou im Auftrag der Neuengammer Bürger Hermann Wobbe und Hans Peters gegossen. Die jüngste Glocke ist eine Bronzeglocke, die 1925 aus Kagel bei Berlin nach Neuengamme kam und 1874 in Stettin von der Firma C. Voss & Sohn gegossen wurde.

## Orgel

### Hauptorgel
1634 wurde eine ursprünglich einmanualige Fritzsche-Orgel eingebaut. Orgelbauer Geycke setzte sie 1803 an ihren neuen Standort auf die Empore um, schuf ein neues Gehäuse und erweiterte sie um ein zweites Manual. In der Folge wurde sie mehrfach durch bekannte Orgelbauer wie Wohlien, Stallmann und Kemper umgebaut und renoviert. Ihr aktuelles Klangbild erhielt sie anlässlich einer aufwendigen Restaurierung durch die Firma Beckerath im Jahre 1998, bei der man sich bemühte, den ursprünglichen Zustand weitgehend wiederherzustellen.
Ihre Disposition lautet:
| I Hauptwerk CD–f3 |             |     |
| 1.                | Quintadena  | 16′ |
| 2.                | Prinzipal   | 8′  |
| 3.                | Gedackt     | 8′  |
| 4.                | Oktave      | 4′  |
| 5.                | Blockflöte  | 4′  |
| 6.                | Oktave      | 2′  |
| 7.                | Mixtur IV–V |     |
| 8.                | Trompete    | 8′  |

| II Oberwerk CD–f3 |                 |    |
| 9.                | Holzflöte       | 8′ |
| 10.               | Quintade        | 8′ |
| 11.               | Prinzipal       | 4′ |
| 12.               | Gedackt         | 4′ |
| 13.               | Waldflöte       | 2′ |
| 14.               | Sesquialtera II |    |
| 15.               | Scharff III     |    |
| 16.               | Oboe            | 8′ |
|                   | Bocktremulant   |    |

| Pedal C–c1 |           |     |
| 17.        | Subbass   | 16′ |
| 18.        | Prinzipal | 8′  |
| 19.        | Oktave    | 4′  |
| 20.        | Mixtur IV |     |
| 21.        | Posaune   | 16′ |
| 22.        | Trompete  | 8′  |

- Koppeln: II/I, I/P

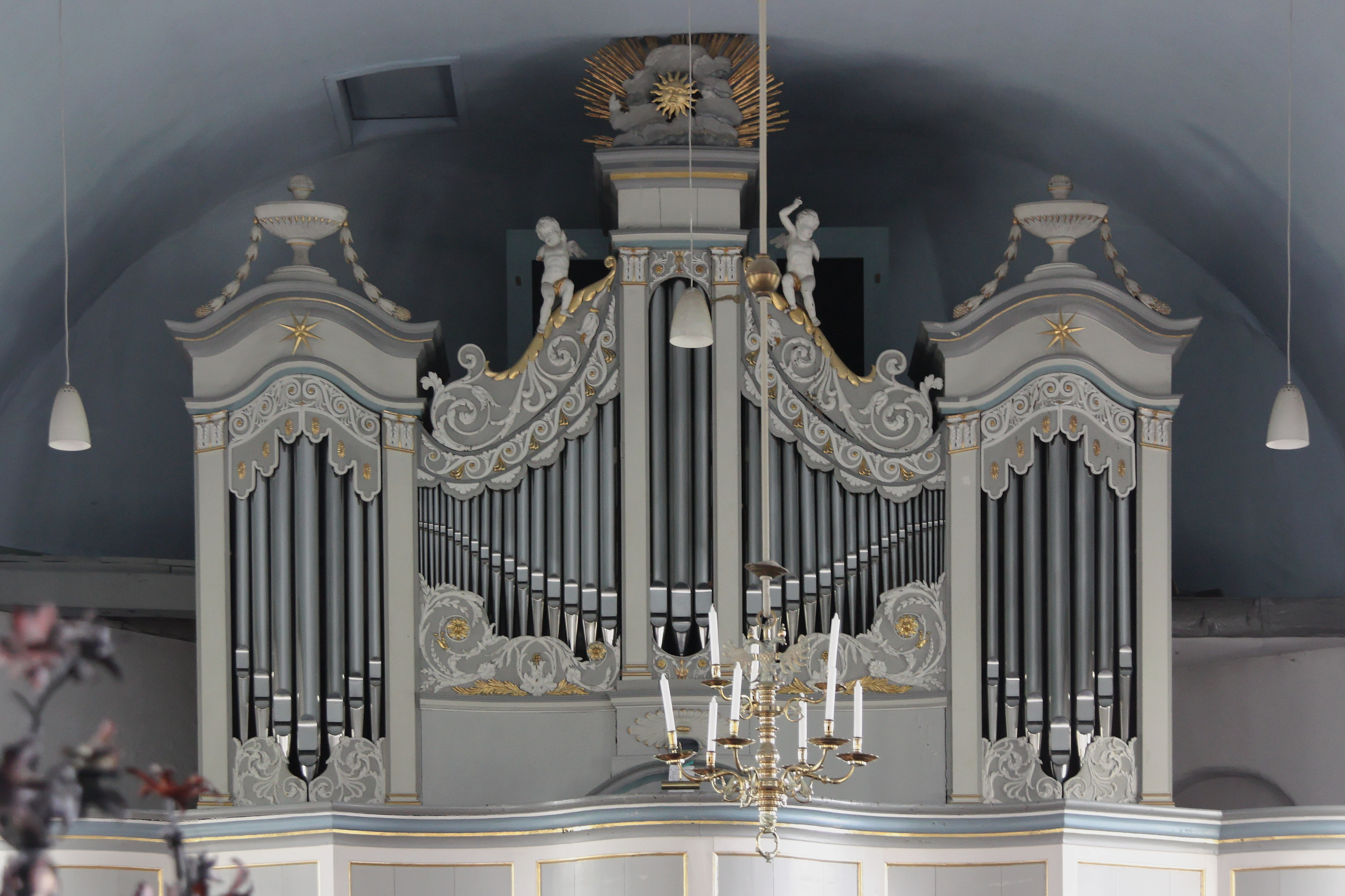
Prospekt der Hauptorgel von Bildschnitzer S. V. Schlupf 1803

- 3 Zimbelsterne (1 Sonne und 2 Sterne)

### Kleine Orgel

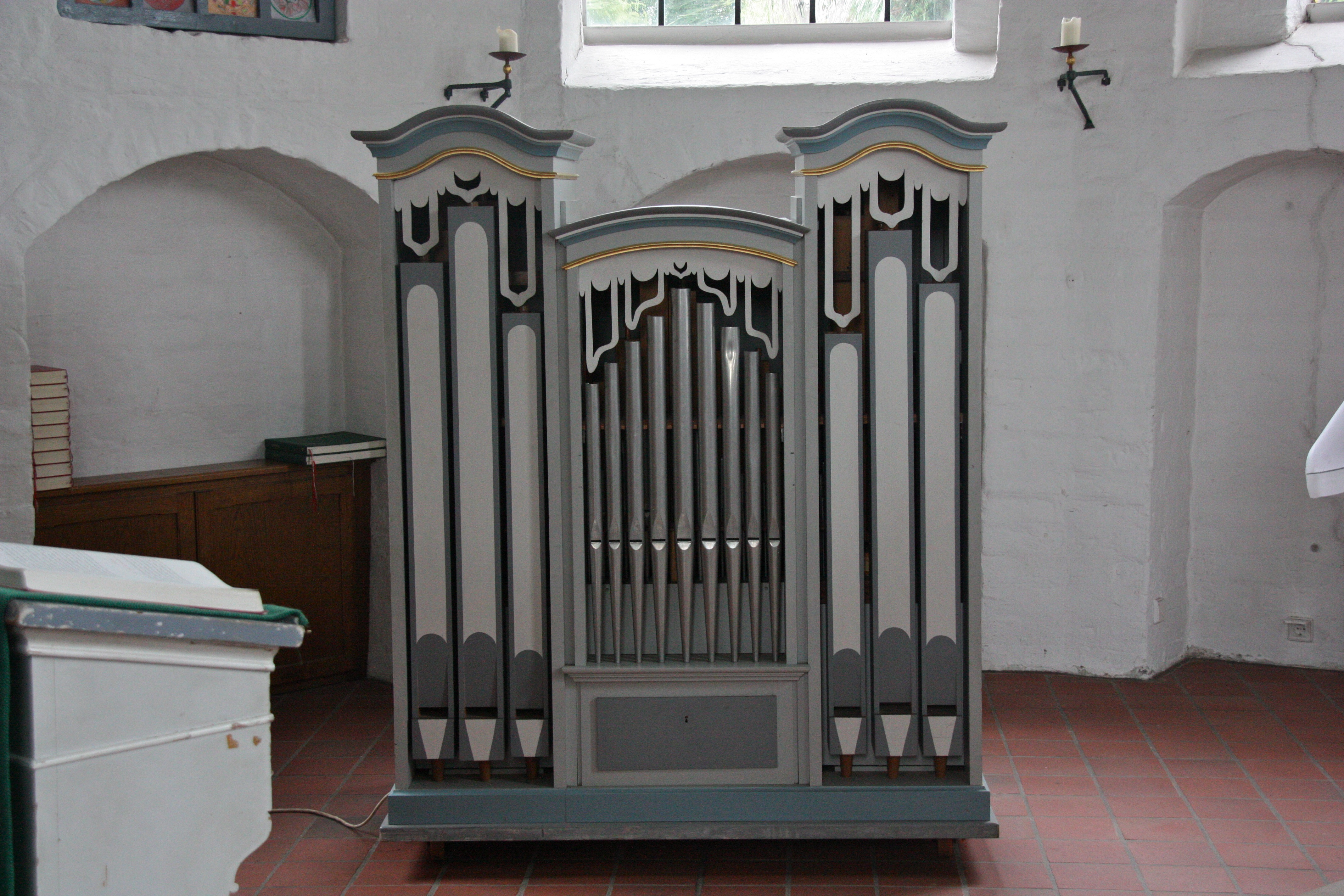
Kleine Orgel im Chorraum

Im Chorraum steht eine kleine Orgel, die 1962 von der Orgelbaufirma Führer erbaut wurde. Ihre Disposition lautet:
| Manual |                     |    |
| 1.     | Gedackt             | 8′ |
| 2.     | Rohrflöte           | 4′ |
| 3.     | Prinzipal, geteilt  | 2′ |
| 4.     | Zimbel III, geteilt |    |

## Friedhof
Der älteste noch erhaltene Vierländer Grabstein von 1470 befindet sich nicht auf dem Friedhof, sondern auf einem Mauersockel an der Kirche. Ebenfalls an der Kirche wurden einige Grabplatten aus dem 16. und 17. Jahrhundert befestigt. Der eigentliche Friedhof zieht sich an der kopfsteingepflasterten Straße Feldstegel entlang nach Süden, er kann von Norden her über den Kirchhof durch eine geschnitzte Holzpforte betreten werden. Hier sind der Heimatkünstler Hermann Haase und der Maler Hans Förster beerdigt.

## Fotografien und Karte
Koordinaten: 53° 26′ 42,3″ N, 10° 13′ 18,8″ O

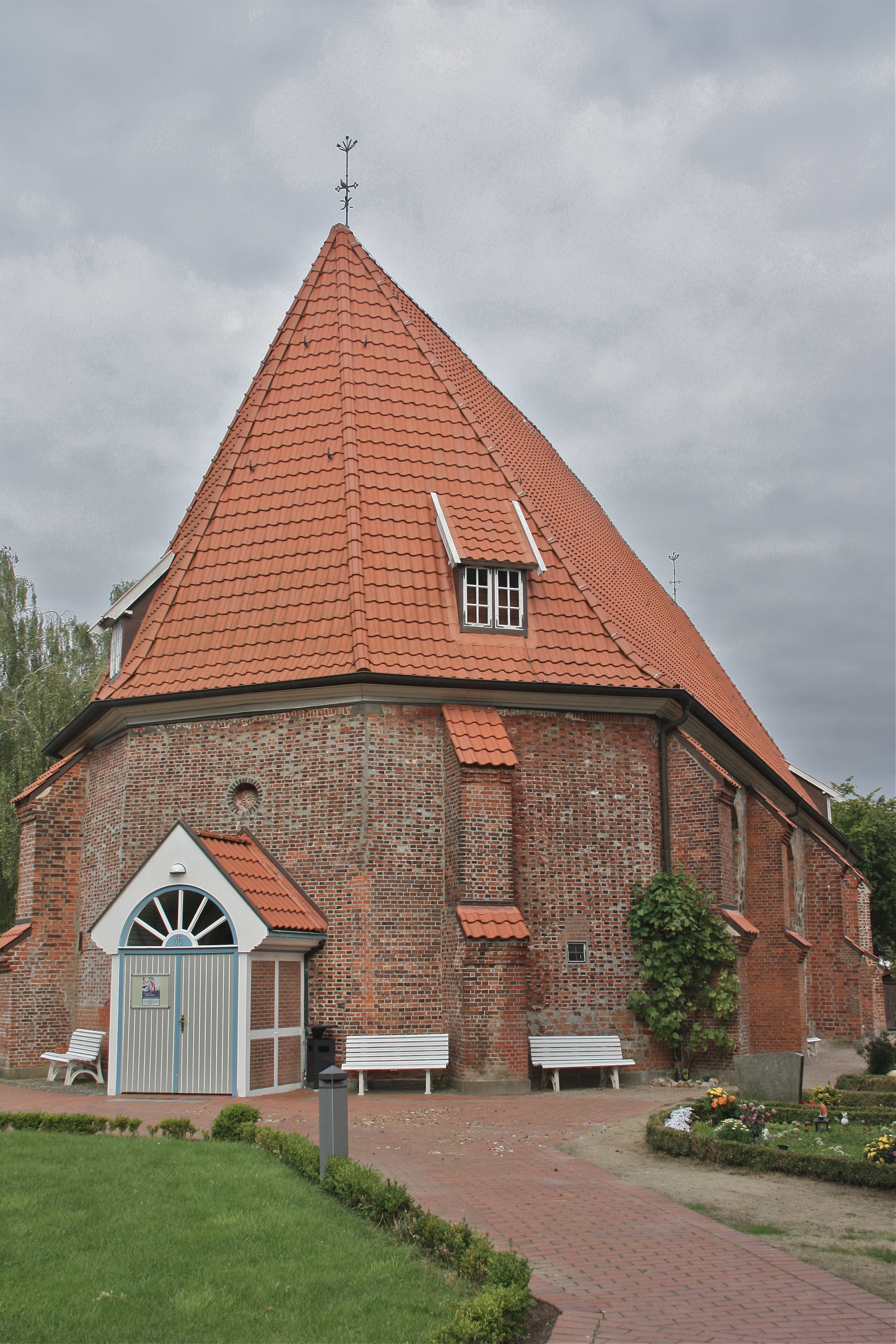
Kirchenschiff mit kleinem Brauthaus an der Westseite
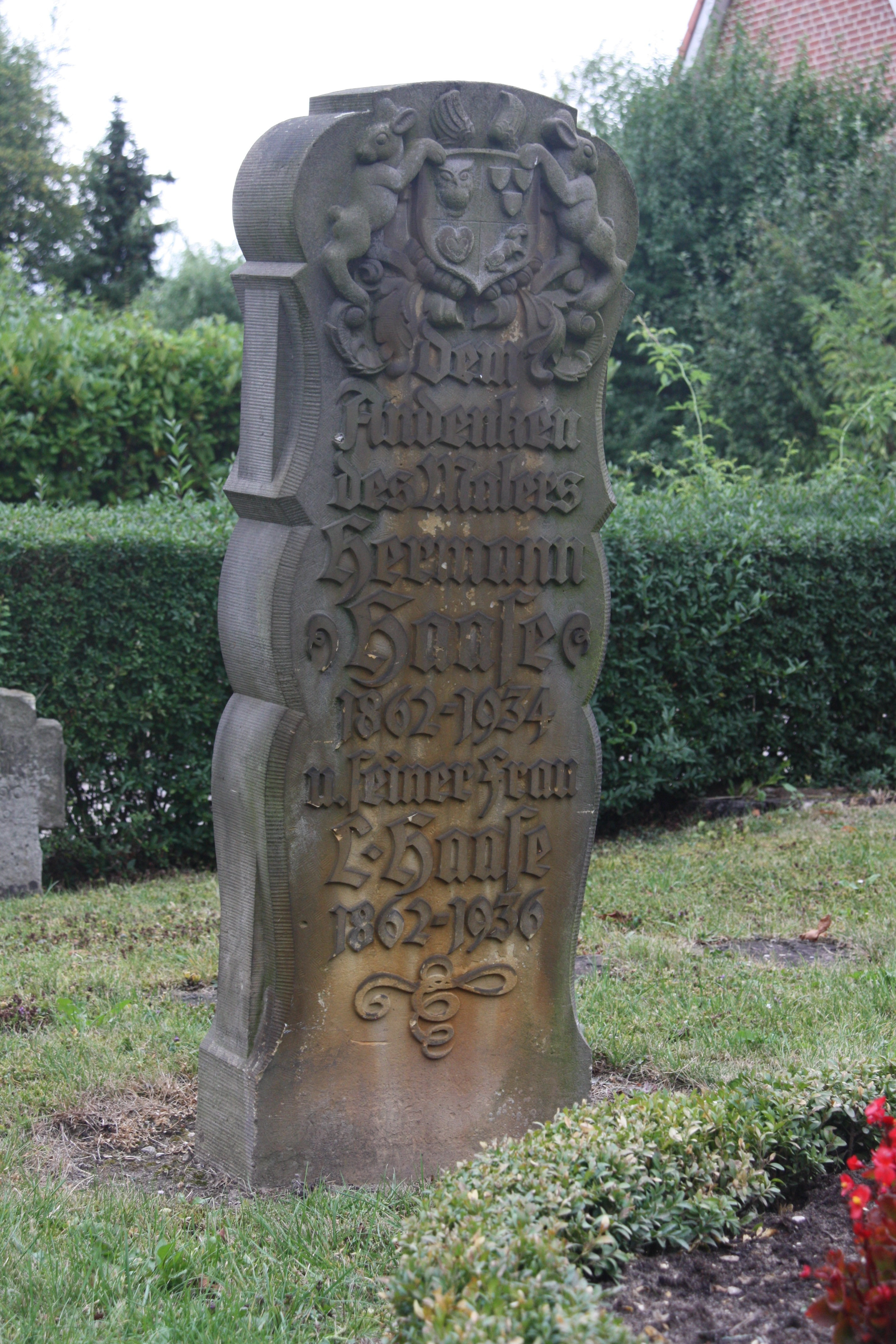
Grabstein von Hermann Haase
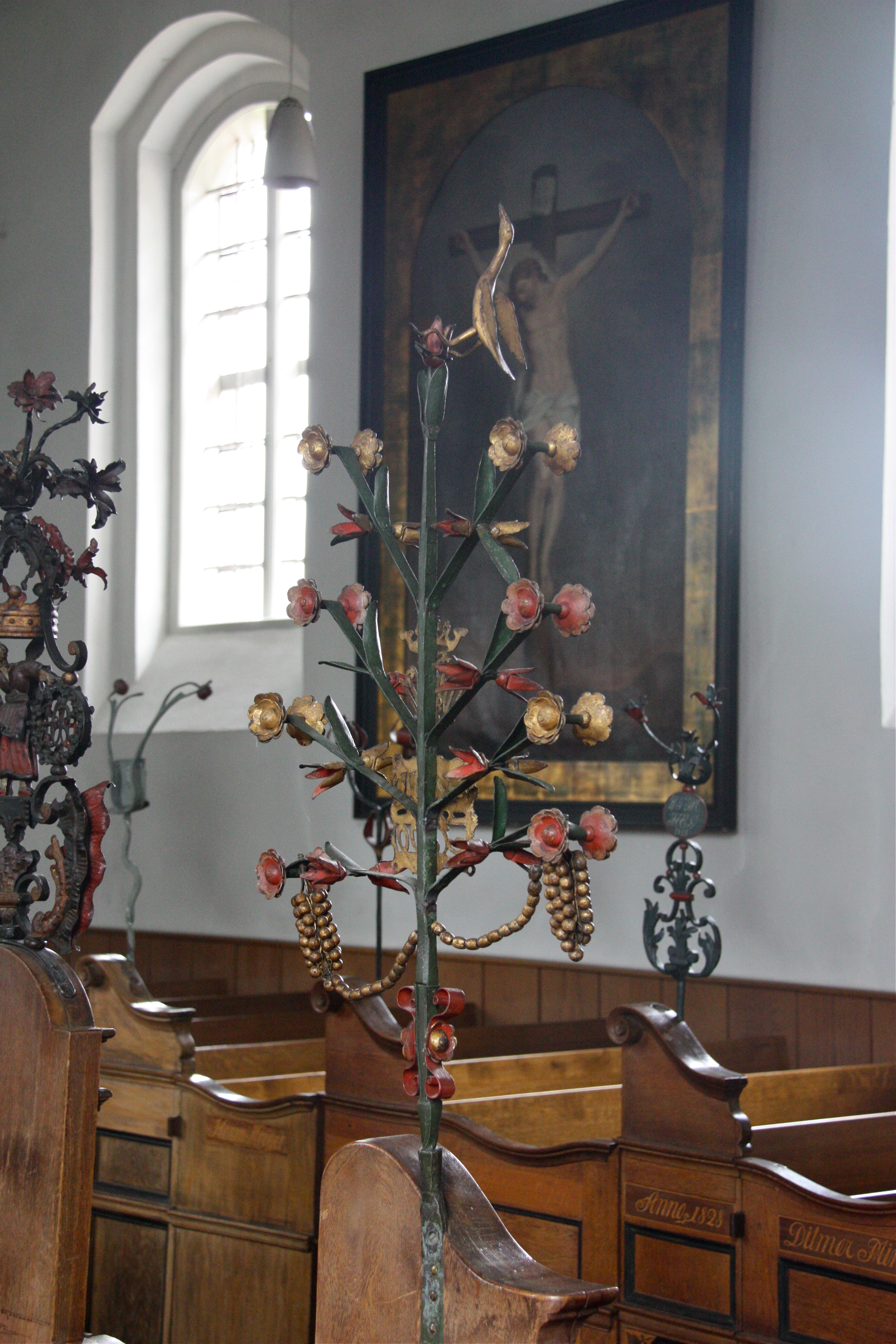
Hutständer, im Hintergrund das Hauptbild des alten Altars
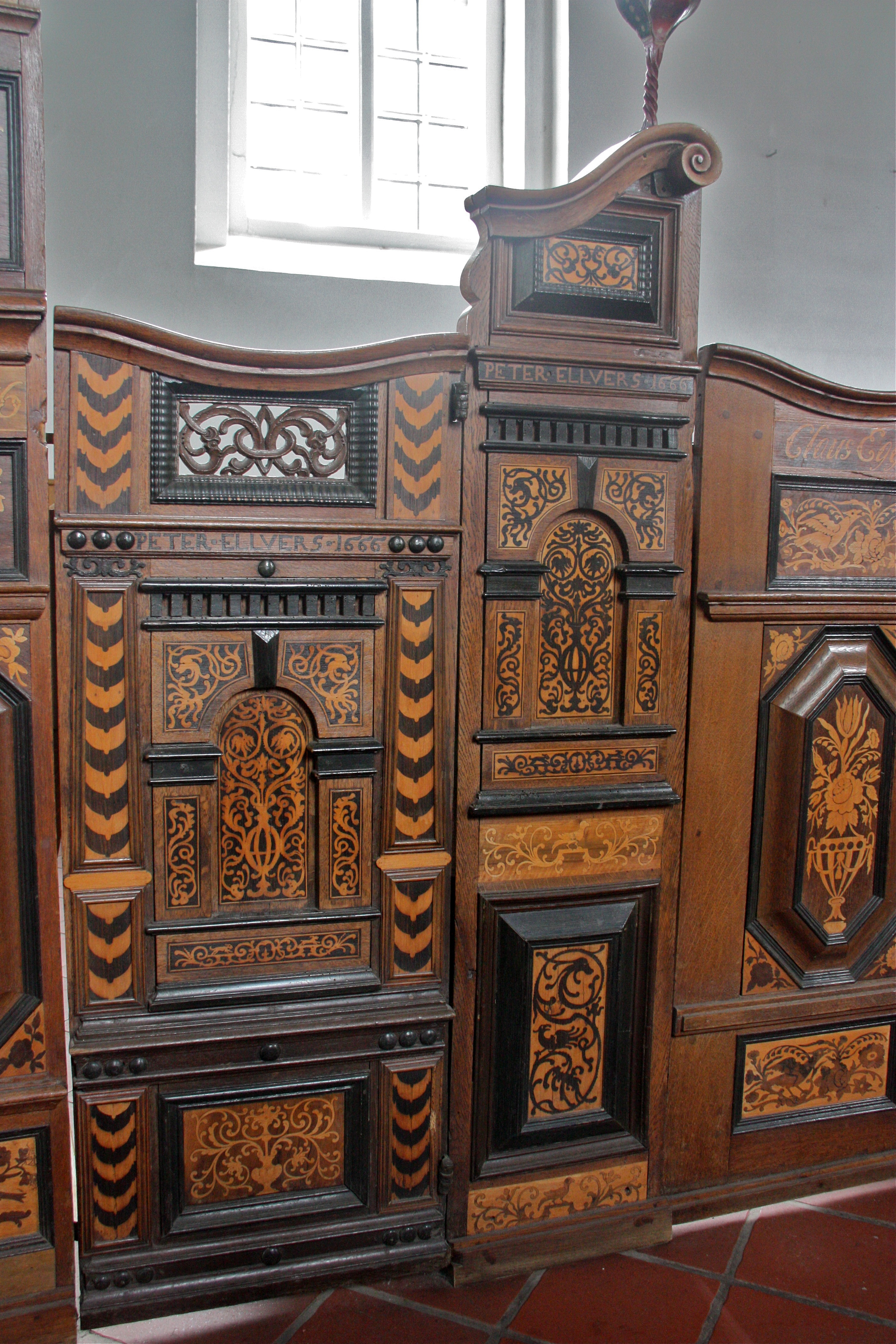
Gestühlwangen mit Intarsien von 1666
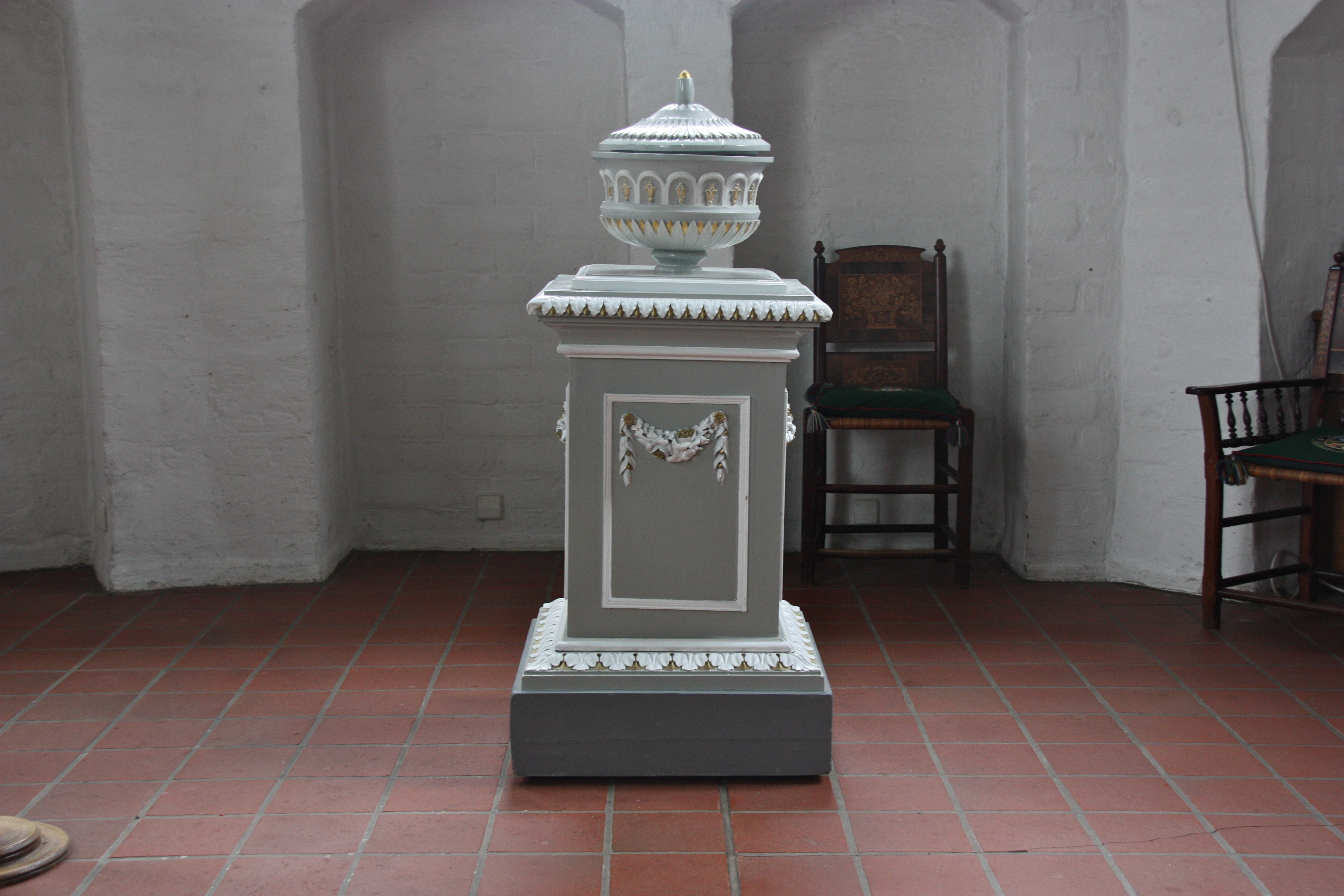
Taufbecken von S. V. Schlupf 1803